# Rote Liniennummer

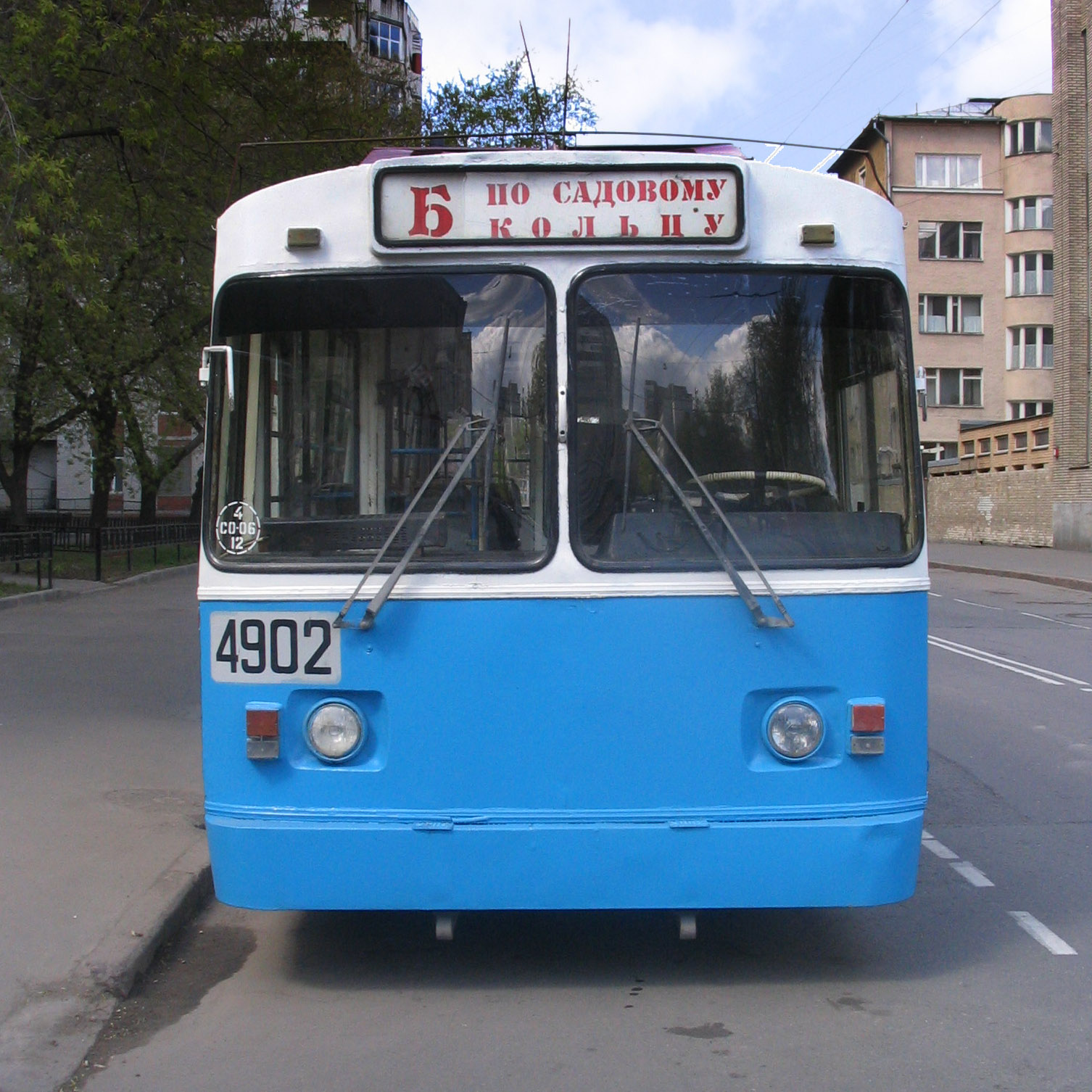
Die Moskauer Trolleybuslinie Б, zusätzlich zur Linienbezeichnung wird auch der Linienweg in roter Schrift angezeigt

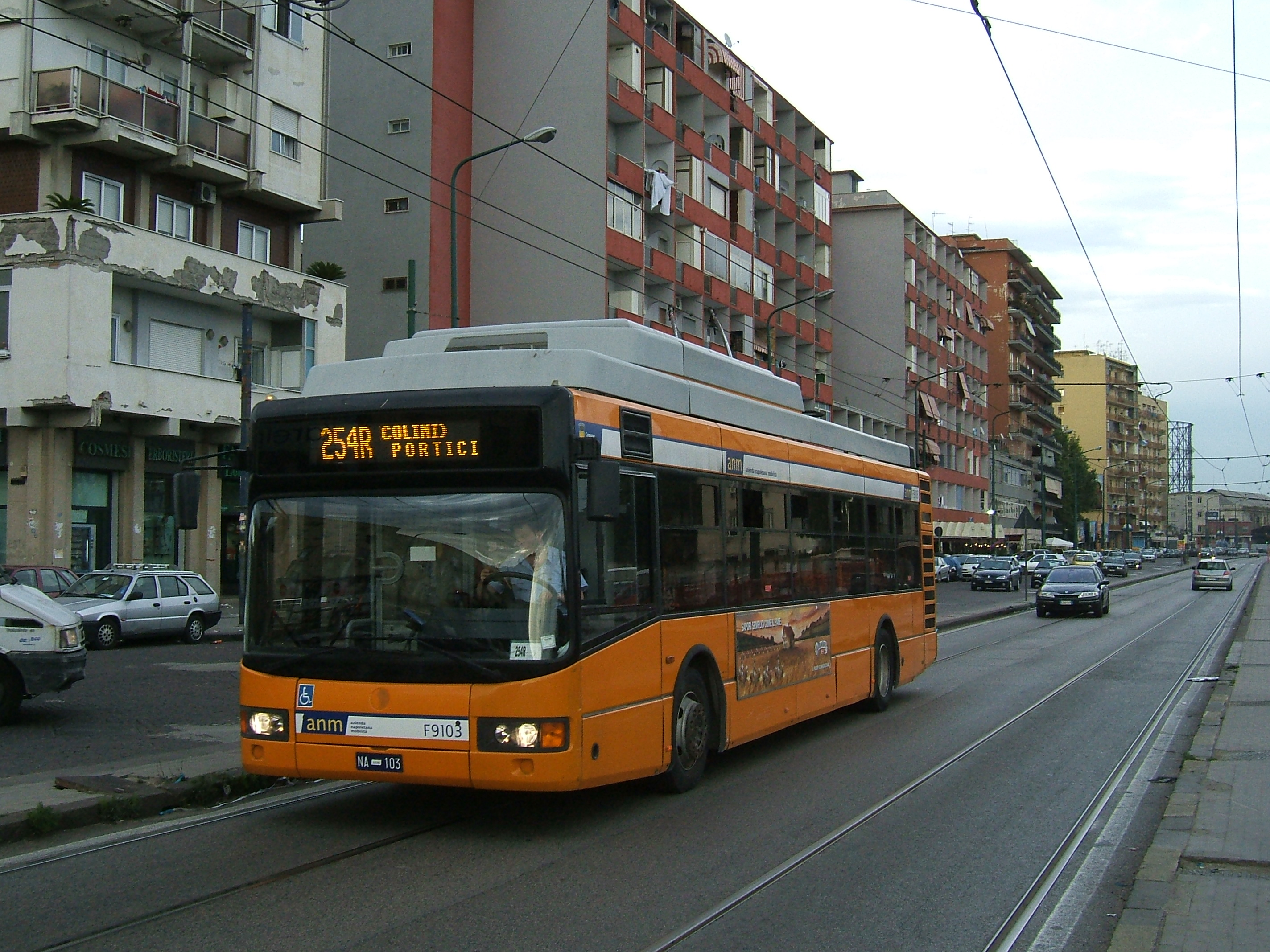
Neapel: Ein Kurs der ehemaligen Oberleitungsbuslinie 254 im Jahr 2007, der zusätzliche Buchstabe R für rossa (= rot) wird benötigt, weil die Matrixanzeige keine Farben anzeigen kann

Eine rote Liniennummer respektive ein roter Linienbuchstabe ist eine spezielle Variante, um Straßenbahn-, Oberleitungsbus- oder Omnibus-Fahrgäste auf einen abweichenden Linienweg, nicht bediente Zwischenhalte oder bestimmte tarifliche Besonderheiten einer Linie hinzuweisen. Hierbei existiert in der Regel neben der „schwarzen“ oder „weißen“ Stammlinie zusätzlich eine sogenannte „rote“ Linie mit gleicher Linienbezeichnung. Diese wird abweichend mit roter – statt schwarzer – Schrift auf weißem Grund respektive negativ mit weißer Schrift auf rotem – statt schwarzem – Grund signalisiert. Häufig wird zusätzlich auch das Ziel beziehungsweise der Linienweg rot-weiß oder weiß-rot angezeigt. Typischerweise bedienen dabei beide Linien größere Abschnitte gemeinsam, wobei die rote Linie häufig eine kurzgeführte Verstärkerlinie der schwarzen Hauptlinie ist. Umgangssprachlich wird eine solche Verbindung, beispielsweise eine Linie 1, als roter 1er, rote 1 oder Linie 1 rot bezeichnet.
In anderen Fällen dient die rote Liniennummer dazu, auf die besondere Bedienungsform einer Ringlinie hinzuweisen oder aber die an der Haltestelle wartenden Fahrgäste vorab über abfertigungstechnische Besonderheiten eines bestimmten Fahrzeug(typ)s zu informieren. So zum Beispiel über das Fahrgastfluss-Prinzip, welches den Einstieg nur an bestimmten Türen vorsieht, an denen die Passagiere vom Schaffner beziehungsweise Fahrer abkassiert respektive kontrolliert werden können.
Die zunehmende Verbreitung von einfarbigen Matrix- beziehungsweise Flip-Dot-Anzeigen führte vielerorts zur Aufgabe der roten Liniennummern, alternativ wird ein Zusatzbuchstabe verwendet. Zudem kollidieren sie mit den vielerorts populären Linienkennfarben. So ist beispielsweise die Linie 1 der Straßenbahn Freiburg im Breisgau rot gekennzeichnet, dies dient jedoch lediglich der besseren Unterscheidung von den anderen Linien.

## Verwendung

### Belgien

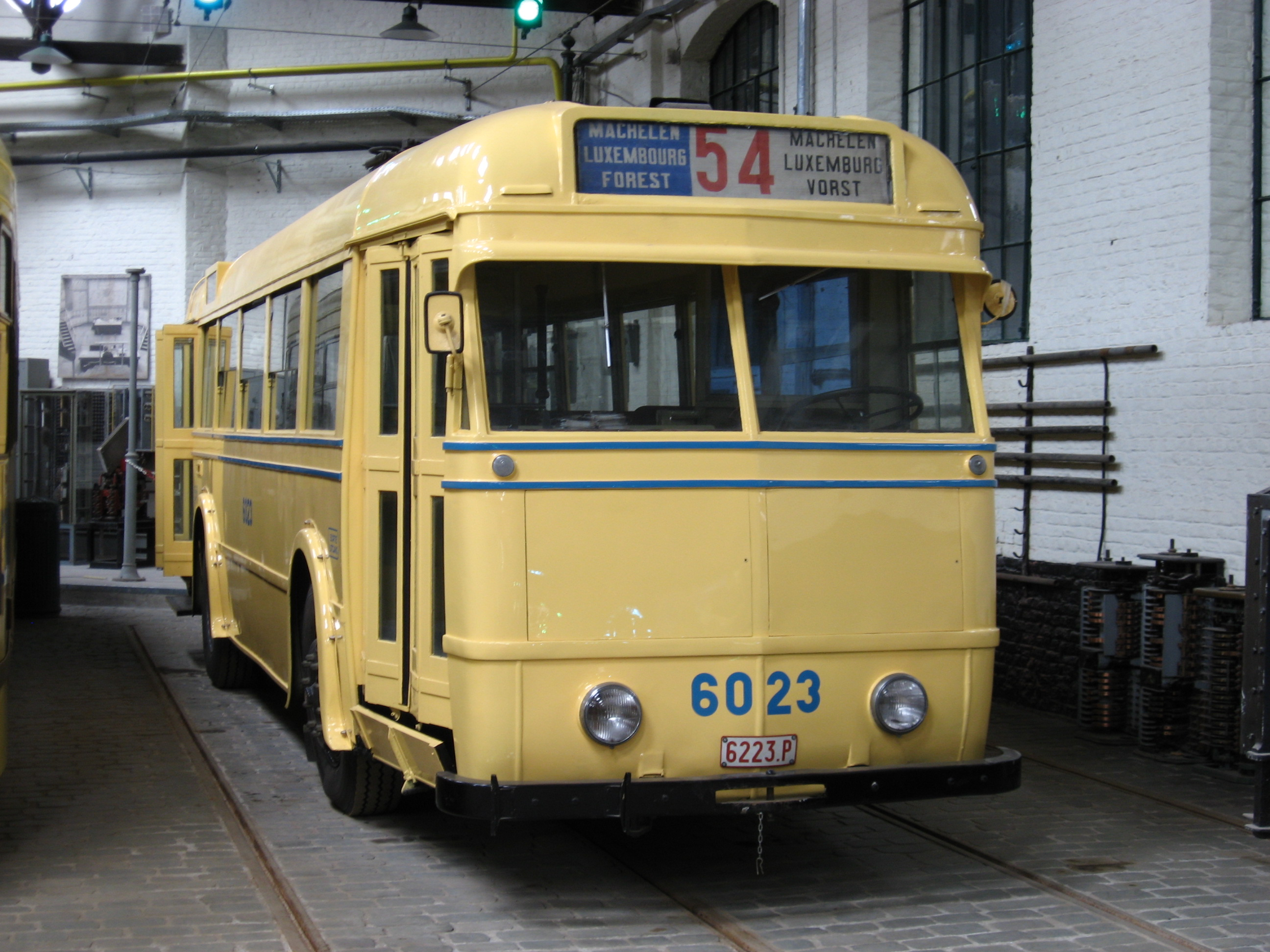
In Brüssel wiesen rote Liniennummern früher auf den besonderen Vororttarif hin

In der belgischen Hauptstadt Brüssel waren Straßenbahnen, Trolleybusse und Autobusse mit roter Liniennummer früher Vorortlinien über die Stadtgrenze hinweg, auf denen ein besonderer Tarif galt.

### Deutschland

#### Aachen
Die Straßenbahn Aachen führte 1960, als Ersatz für die damals eingestellte Schnelllinie W nach Walheim, einzelne, als „Rote 35“ bezeichnete Schnellfahrten auf der Linie 35 ein. Diese bedienten zwischen ihrem Ausgangspunkt am Kaiserplatz und Brand nur die Haltestelle Elsaßstraße und waren daher – bis zur Einstellung der gesamten Linie 35 und der Strecke von Brand bis Walheim im Januar 1967 – mit einer roten Liniennummer auf weißem Hintergrund gekennzeichnet.
Anschließend – das heißt bis zur Gesamteinstellung im Jahr 1974 – signalisierte eine rote Liniennummer den Fahrgästen, dass an der jeweiligen Endstelle kein Omnibusanschluss in das weitere Umland bestand. Kurse mit einer solchen Umsteigemöglichkeit waren im Gegensatz dazu mit einer grünen Liniennummer beschildert.
Ferner verkehrte bis circa 1994 eine rote Linie 51 als Schnellbus zwischen Aachen und Baesweiler. Diese wurde, nachdem sich mehr und mehr einfarbige Flipdot-Anzeigen durchsetzten, in das heute übliche 100er-Nummernschema für Schnellbusse integriert und erhielt die neue Nummer 151.

#### Berlin
In West-Berlin waren die – teilweise zuschlagpflichtigen – Schnellbuslinien beziehungsweise die 1968 ersatzweise eingeführten Durchlaufwagen abweichend mit weißem Liniensignal auf rotem Grund beschildert. Im Einzelnen betrieben die Berliner Verkehrsbetriebe folgende rote Linien:
- A12S (1950 bis 1968) beziehungsweise 12E (1968 bis 1984)
- AS1 (1957 bis 1968) beziehungsweise 54E (1968 bis 1984)
- AS2 (1957 bis 1966)
- AS3 (1957 bis 1968)
- AS4 (1961 bis 1969)

Umgangssprachlich nannten die Berliner Fahrgäste die Durchlaufwagen „roter 12er“ oder „roter 54er“, in Abgrenzung zum sogenannten „weißen 12er“ oder dem „weißen 54er“ mit gewöhnlicher Beschilderung schwarz auf weiß und Bedienung aller Zwischenhalte. Als 1988 mit der Linie 35S wieder eine Schnellbuslinie eingeführt wurde, war eine farbige Darstellung der Liniennummer nicht mehr möglich, da dort bereits Doppeldeckerbusse des Typs MAN SD 200 mit digitaler ANNAX-Anzeige zum Einsatz kamen. Die Ost-Berliner Schnellbuslinien waren hingegen von Beginn an regulär weiß-schwarz beschildert.

#### Bielefeld
Die Straßenbahn Bielefeld kennzeichnete in den 1970er Jahren ihre Verstärkerlinien 51, 52, 53 und 54 mit weißer Farbe auf rotem Grund. Sie bedienten teilweise Direktverbindungen die außerhalb der Hauptverkehrszeiten nicht angeboten wurden beziehungsweise wendeten an im Regelverkehr nicht angefahrenen Zwischenendstellen.

#### Bremen
Bei der Straßenbahn Bremen waren bis zur Einführung von Matrixanzeigen die – ursprünglich drei – Schnelllinien im Netz, das heißt die 1S, die 3S und die 4S abweichend von den Regellinien mit einer weißen Liniennummer auf rotem Grund gekennzeichnet.

#### Darmstadt
Bei der Straßenbahn Darmstadt waren die 1991 eingeführte Schnelllinie 6 sowie die von 1993 bis 1995 bestehende Schnelllinie 10 vor Einführung von Matrixanzeigen mit einer roten Liniennummer gekennzeichnet. Bei den Wagen der Baureihen ST10, ST11 und ST12, die eine kombinierte Liniennummern- und Zielanzeige hatten, war dabei auch das Linienziel selbst rot hinterlegt.

#### Dresden
Bei der Straßenbahn Dresden verbanden ab dem 15. Februar 1927 sogenannte Eilwagen den Hauptbahnhof mit dem Straßenbahnhof Freital. Statt einer Liniennummer waren diese zuschlagpflichtigen Wagen zunächst mit einem liegenden roten Kreuz auf weißem Grund gekennzeichnet, bevor die Verbindung im Zuge der Verlängerung zum Rathenauplatz am 3. Mai 1927 die rote Liniennummer 30 erhielt. Auch die Linienverlaufsschilder waren in rot auf weißem Grund gehalten, ebenso die Haltestellenschilder. Letztlich bewährte sich die Eillinie nicht und wurde daher schon im Oktober 1927 wieder eingestellt.

#### Düsseldorf

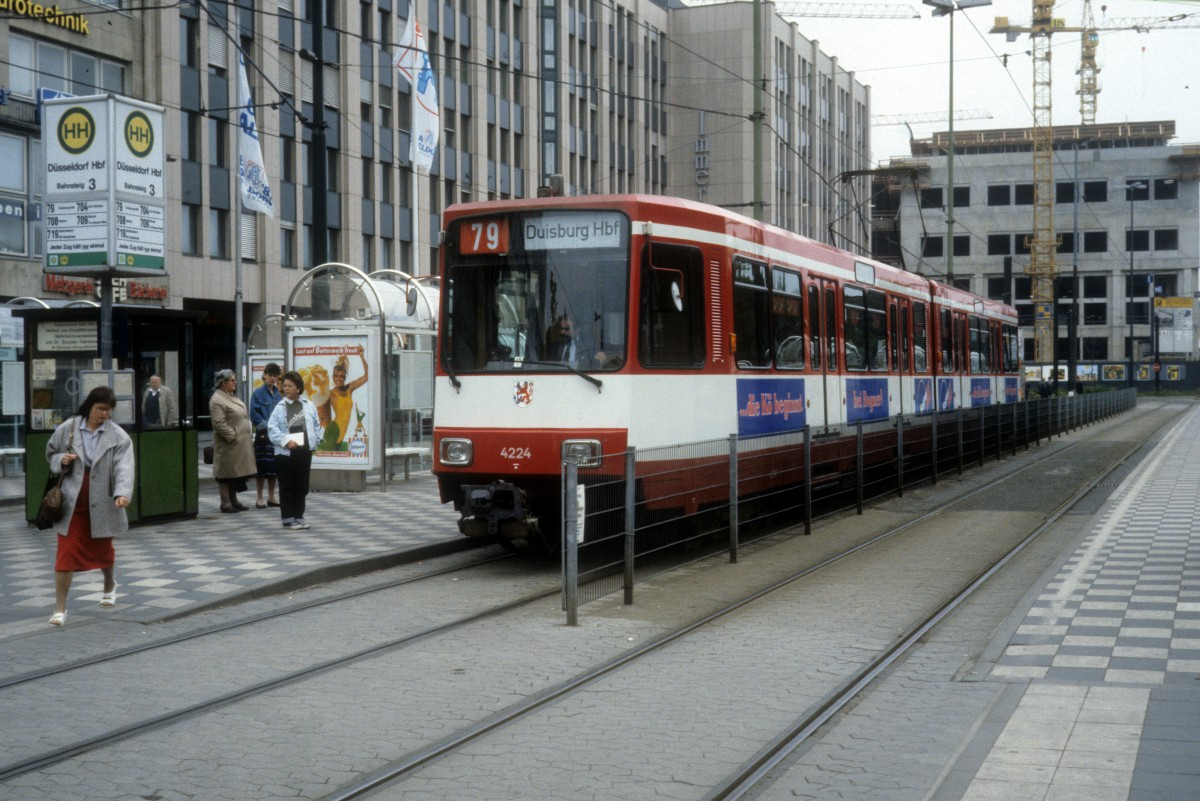
Düsseldorf: die ehemalige Überlandlinie 79 der Rheinbahn, 1987

Bei der Straßenbahn Düsseldorf führte die 1929 zur Ringlinie erweiterte und gemeinsam mit den Stadtwerken Neuss betriebene Linie 16 Düsseldorf–Neuss–Düsseldorf ab dem 10. September 1931 ein schwarzes Liniensignal für die nördliche Hälfte des Rings über Oberkassel und ein rotes Liniensignal für die südliche Hälfte des Rings über die Südbrücke. In Neuss wechselten die Fahrer die Linienschilder dabei von Oberkassel kommend am Neusser Hauptbahnhof und von der Südbrücke kommend am Neusser Obertor, in Düsseldorf hingegen in beiden Richtungen am Hauptbahnhof. Die farbliche Unterscheidung endete schließlich am 1. April 1942, als die Linie 16 rot die neue Nummer 26 erhielt.
Anlässlich der Reichsausstellung Schaffendes Volk im Nordpark betrieb die Rheinbahn vom 7. Mai bis zum 17. Oktober 1937 die beiden Ausstellungslinien A (schwarz) Hauptbahnhof <> Schleife Stockumer Kirchstraße und A (rot) Graf-Adolf-Platz <> Reeser Platz.
Als es ab dem 2. Mai 1954 mit der Linie 6 – ab 26. November 1979 Linie 706 – zwischen Bilk, Am Steinberg und Düsseltal, Brehmplatz wiederum eine Ringlinie gab, kennzeichnete man den östlichen Teil der Strecke via Oberbilk und Flingern mit einer teilweise rot hinterlegten Zielanzeige. Diese war diagonal geteilt, wobei die linke obere Hälfte rot war. Im Gegensatz zu dieser sogenannten „roten Sechs“ nahm die „weiße“ beziehungsweise „schwarze Sechs“ den westlichen Weg über den Jan-Wellem-Platz.
In späteren Jahren signalisierte die Düsseldorfer Rheinbahn außerdem ihre Überlandlinien D nach Duisburg (ab 1980 Linie 79) und K nach Krefeld (ab 1980 Linie 76) abweichend rot-weiß beziehungsweise weiß-rot. Damit sollte darauf hingewiesen werden, dass diese Schnellverbindungen nicht alle Zwischenhaltestellen bedienten. Mit Eröffnung der Stadtbahn Düsseldorf im Jahr 1988 wurde diese Tradition für die damals eingeführte Expresslinie U70 nach Krefeld beibehalten, welche noch bis zur Umstellung der B-Wagen auf Matrixanzeigen in den 2000er Jahren eine rote Liniennummer besaß.

#### Essen
Die Essener Verkehrs-AG (EVAG) beschilderte ihre ehemalige Schnellbuslinie 156 in den Stadtteil Burgaltendorf mit einer roten Liniennummer und einem roten Zielschild. Hierbei hatte jedoch, abhängig vom eingesetzten Fahrzeugtyp, teilweise auch nur das Zielschild selbst einen roten Hintergrund.

#### Frankfurt am Main
In Frankfurt am Main hatten die in den 1950er Jahren eingeführten – und bis 1974 wieder aufgehobenen – Schnellbuslinien 41, 42, 44, 45 und 46 kreisrunde Linienschilder auf der rechten Frontseite, wobei im Gegensatz zu den regulären Omnibuslinien sowohl der Rand des Schildes als auch die Liniennummer selbst rot waren.

#### Hamburg
Die Straßenbahn Hamburg führte in den 1920er Jahren für kurzgeführte Zusatzlinien oder Linien mit kurzem Abzweig von der „Stammlinie“ eine rote Liniennummer ein, als erstes am 18. September 1928 die Linie 18 rot zwischen Eppendorfer Markt und Cäcilienstraße. Dabei wurde die Liniennummer nicht wie üblich in schwarz auf weißem Untergrund angezeigt, sondern in weiß auf rotem Untergrund.
Später folgten die Linien 3 rot (ab 1947), 4 rot (ab 1931), 6 rot (ab 1931), 8 rot (ab 1939), 9 rot (ab 1932), 12 rot (ab 1940), 14 rot (ab 1935), 16 rot (ab 1932), 17 rot (ab 1933), 18 rot (ab 1943), 22 rot (ab 1936), 24 rot (ab 1934), 28 rot (ab 1944), 29 rot (ab 1938), 31 rot (ab 1938) und 33 rot (ab 1936). Jedoch verkehrten sie nicht alle gleichzeitig, da einige schon nach wenigen Jahren wieder eingestellt wurden.
Als ab 1947 die Nummern der regulären Linien weiß auf schwarzen Untergrund angezeigt wurden, blieb als letzte „rote“ Linie die „14 rot“, deren Kurse ab dem 1. Juli 1950 unter dem regulären Liniensignal 14 verkehrten. Andere Verstärker wurden ab 1948 einige Zeit mit weißen Buchstaben auf schwarzem Grund bezeichnet, zum Beispiel mit „3W“ für die Verstärker der Linie 3 nach Wandsbek.
Zwischen 1965 und der 1978 erfolgten Einstellung der Hamburger Straßenbahn wies eine weiße Liniennummer auf rotem Grund schließlich auf einen im Einmann-Betrieb fahrenden Solo-Triebwagen hin. Im Gegenzug waren Beiwagen-Züge klassisch mit einer weißen Liniennummer auf schwarzem Grund gekennzeichnet. Bei letzteren sollten Barzahler nur in den mit Schaffner besetzten Beiwagen einsteigen, da der Triebwagen bereits schaffnerlos fuhr. In der sogenannten Verkehrsfibel des Hamburger Verkehrsverbunds (HVV) hieß es dazu im Oktober 1970:

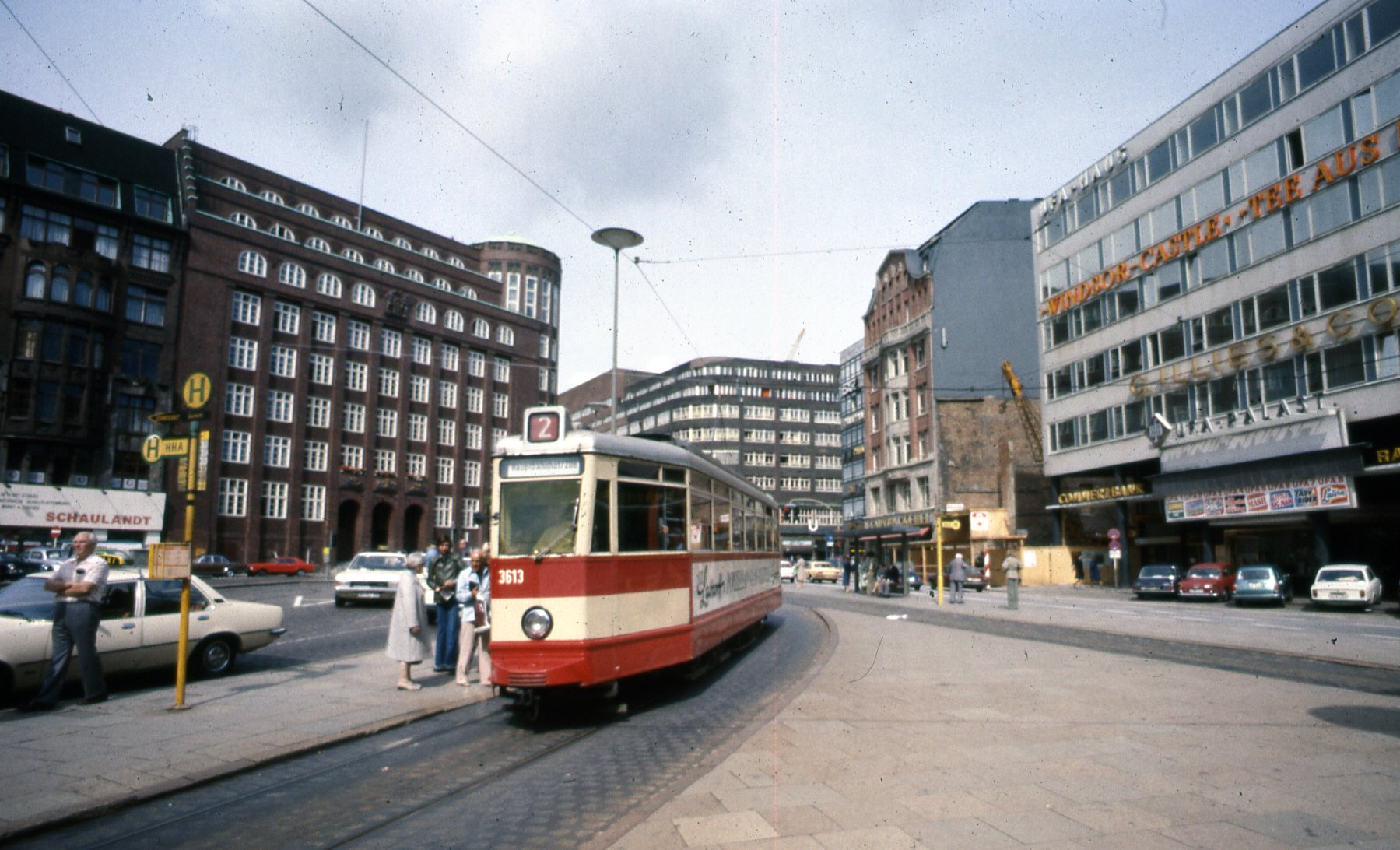
Hamburg: Solowagen mit roter Liniennummer in den 1970er Jahren am Gänsemarkt

| „Einzeltriebwagen haben eine weiße Liniennummer auf rotem Grund. Hier bitten wir, nur vorn einzusteigen. Die Fahrscheine verkauft der Fahrer. Triebwagen mit Beiwagen haben dagegen eine weiße Liniennummer auf schwarzem Grund. Um den Fahrer vom Kassieren zu entlasten und die Haltestellenaufenthalte zu verkürzen, bitten wir den Triebwagen dann zu benutzen, wenn Sie bereits einen gültigen Fahrausweis (Zeitkarte, Gebietsfahrausweis) besitzen. Fahrgäste die noch bezahlen müssen, erhalten ihren Fahrschein beim Schaffner im Beiwagen. Daher ist bei Straßenbahnzügen den „Barzahlern“ die hintere Tür des Beiwagens als Einstieg vorbehalten.“ – Verkehrsfibel „Unterwegs mit dem HVV“, Oktober 1970 |

Ab Mitte der 1960er Jahre hatte außerdem die Schnellbuslinie 21 der Verkehrsbetriebe Hamburg-Holstein (VHH) eine rote Liniennummer auf weißem Grund. Diese blieb auch bestehen, als diese Verbindung 1983 in Linie 31 umbenannt wurde.

#### Leipzig

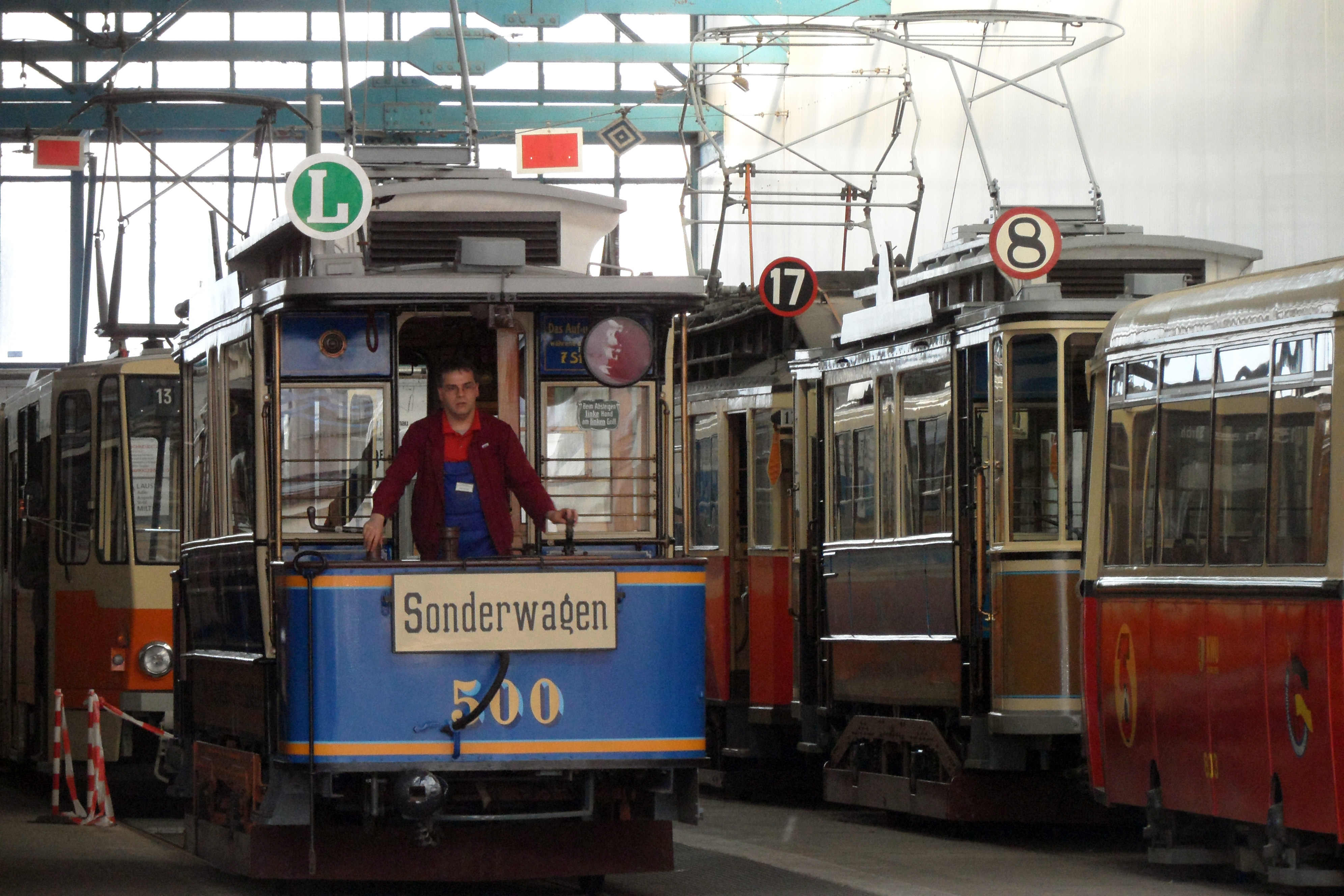
Rot umrandete Linienscheiben in Leipzig, wobei das Liniensignal 8 die Variante bis 1939 (schwarze Zahl auf weißem Grund) und die Linie 17 die Variante ab 1939 (weiße Zahl auf schwarzem Untergrund) darstellt

Die Straßenbahn Leipzig führte ab dem 15. Juli 1924 weiße Ziffern auf rotem Grund als Kennzeichnung für liniengebundene Einsatzwagen ein, während reguläre Kurswagen damals mit einer schwarzen Ziffer auf weißem Hintergrund beschildert waren. Dadurch konnte auf den – in späteren Jahren üblichen – Zusatzbuchstaben „E“ verzichtet werden. Allerdings waren E-Wagen in Leipzig schon zuvor mit einer roten Signalscheibe mit weißem Rand gekennzeichnet gewesen, wenn auch ohne Linienbezeichnung. Mit der 1939 erfolgten vorübergehenden Umstellung auf sogenannte Negativsignale, das heißt Kopfscheiben mit weißer Schrift auf schwarzem Grund, entfielen die roten Liniennummern für E-Wagen wieder. Außerdem verkehrten damals auch reguläre Verstärkerlinien, in Leipzig Zwischenlinien genannt, mit rotem Liniensignal. So beispielsweise die Linie 15 rot Lindenau–Johannisplatz, sie ergänzte in den Hauptverkehrszeiten ihre längere Stammlinie 15 Lindenau–Meusdorf.
Unabhängig davon besaßen in Leipzig als besonderes Merkmal alle Linien, die den Hauptbahnhof berührten, zwischen 1920 und 1954 eine rot umrandete Linienscheibe.
In späteren Jahren verkehrte außerdem die Schnellbuslinie BS nach Markranstädt mit einer weißen Linien- und Zielbeschilderung auf rotem Grund. Diese diente zur Abgrenzung von der regulären Linie B, die ebenfalls dorthin fuhr.

#### Mannheim/Ludwigshafen
Bei der Straßenbahn Mannheim/Ludwigshafen konnten die Fahrgäste ab 1959 anhand der roten Liniennummer schon von weitem erkennen, ob es sich
um einen älteren Zweiachserzug mit Pendelschaffner oder um einen neuen Duewag-Gelenkwagen mit Fahrgastfluss handelte, weil letztere weiße Liniennummern auf rotem Grund und rote Zielbeschriftungen auf weißem Grund trugen. Dieses Prinzip existierte bis 1972, als die letzten Zweiachser mit Pendelschaffner abgestellt wurden. Unabhängig davon gab es bei den Gelenkwagen schon ab 1969 weder Schaffner noch Fahrgastfluss.
In späteren Jahren wurde die 1985 eingestellte Schnelllinie 28 von Mundenheim nach Oppau als einzige in roter Schrift auf weißem Grund gekennzeichnet, wobei keine reguläre Linie 28 existierte. Die in den 1970er Jahren eingeführte Linie 28 hatte vielmehr den gleichen Linienweg wie die Linie 8, wobei zu den Hauptverkehrszeiten nur die Linie 8 fuhr und alle Haltestellen bediente, während außerhalb der Hauptverkehrszeiten nur die Linie 28 verkehrte und einzelne Haltestellen ohne Halt durchfuhr.
In späteren Jahren wurden dann die verschiedenen Expresskurse mit einem weißen X auf rotem Hintergrund dargestellt, sofern es sich um ältere Fahrzeuge mit Rollbandanzeigen handelte.

#### München
Bei der Straßenbahn München wiesen bei den 1960 in Betrieb genommenen allerersten Gelenkwagen 101 und 102 anfangs rote Liniennummern auf weißem Grund auf den damals neuartigen Heckeinstieg hin, wo der Schaffner gemäß dem Fahrgastflussprinzip fortan seinen festen Platz hatte. Zusätzlich war auch das Linienziel in roter Schrift auf weißem Grund gehalten.

#### Nürnberg
Bei der Straßenbahn Nürnberg besaß die von 1927 bis 1939 existierende Schnellstraßenbahnlinie 31 – die einzige des Netzes – eine rote Liniennummer auf weißem Grund, weshalb sie den Spitznamen Rote 31 trug. Sie führte vom Nürnberger Hauptbahnhof via Plärrer und dem Fürther Hauptbahnhof zur Flößaustraße in Fürth. Der Schnelllinie standen auf der viergleisig ausgebauten Trasse exklusiv zwei Gleise in Mittellage der Straße zur Verfügung, wobei sie unterwegs nur dreimal hielt. Allerdings existierte keine schwarze Linie 31, Regelverbindung mit Halt an allen Zwischenstationen war die Linie 1.

#### Potsdam

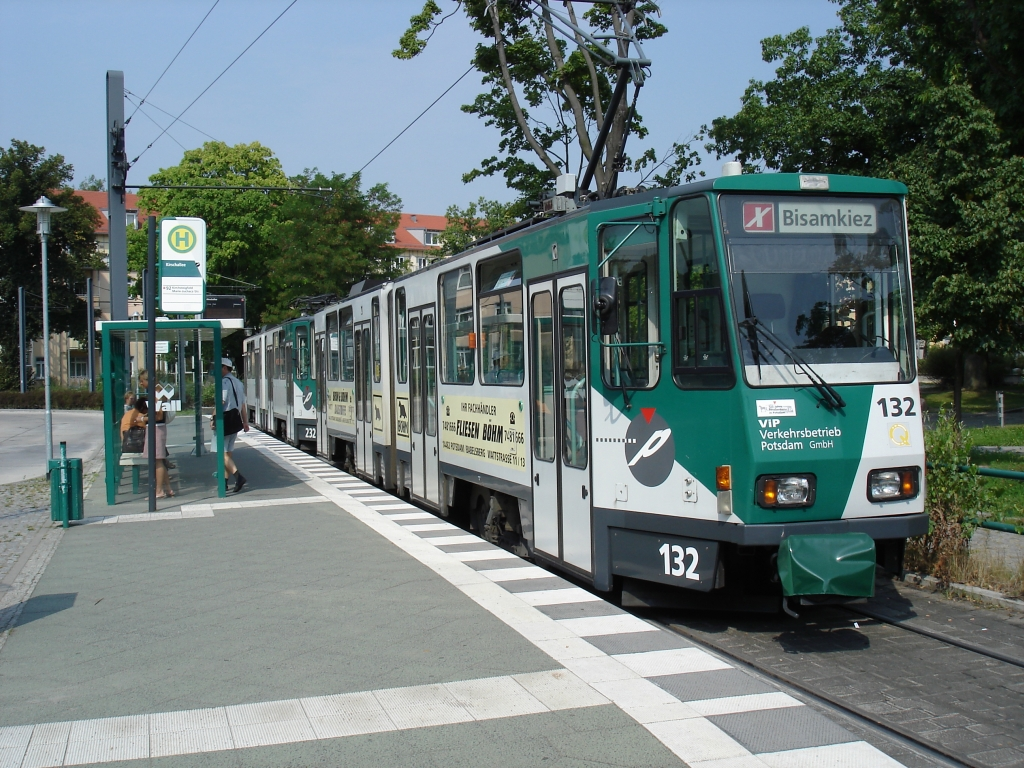
Ein Zug der Potsdamer Expresslinie X91 im Jahr 2005

Bei der Straßenbahn Potsdam verkehrten zwischen 2000 und 2010 die drei Expresslinien X91, X93 und X98, die mit einem weißen X auf rotem Grund gekennzeichnet waren.

#### Stuttgart
Bei den Stuttgarter Straßenbahnen (SSB) verfügte die Verstärkerlinie 10E anlässlich der ersten Baden-Württembergischen Landesausstellung, die von Juli bis Oktober 1955 auf dem Killesberg stattfand, über ein rotes Liniensignal. Die Zielbeschilderung „Landesausstellung“ wurde dabei ebenfalls in weißer Schrift auf rotem Grund angezeigt. Ebenso werden die 2018 eingeführten SSB-Expressbuslinien an den Haltestellen in weißer Schrift auf rotem Grund dargestellt.

#### Würzburg
Bei der Straßenbahn Würzburg waren die Schnelllinien 504 und 505 bis zur Einführung von Matrixanzeigen mit einer roten Liniennummer gekennzeichnet, dabei wurde zusätzlich auch das Linienziel selbst mit roter Schrift auf weißem Grund angezeigt.

### Italien

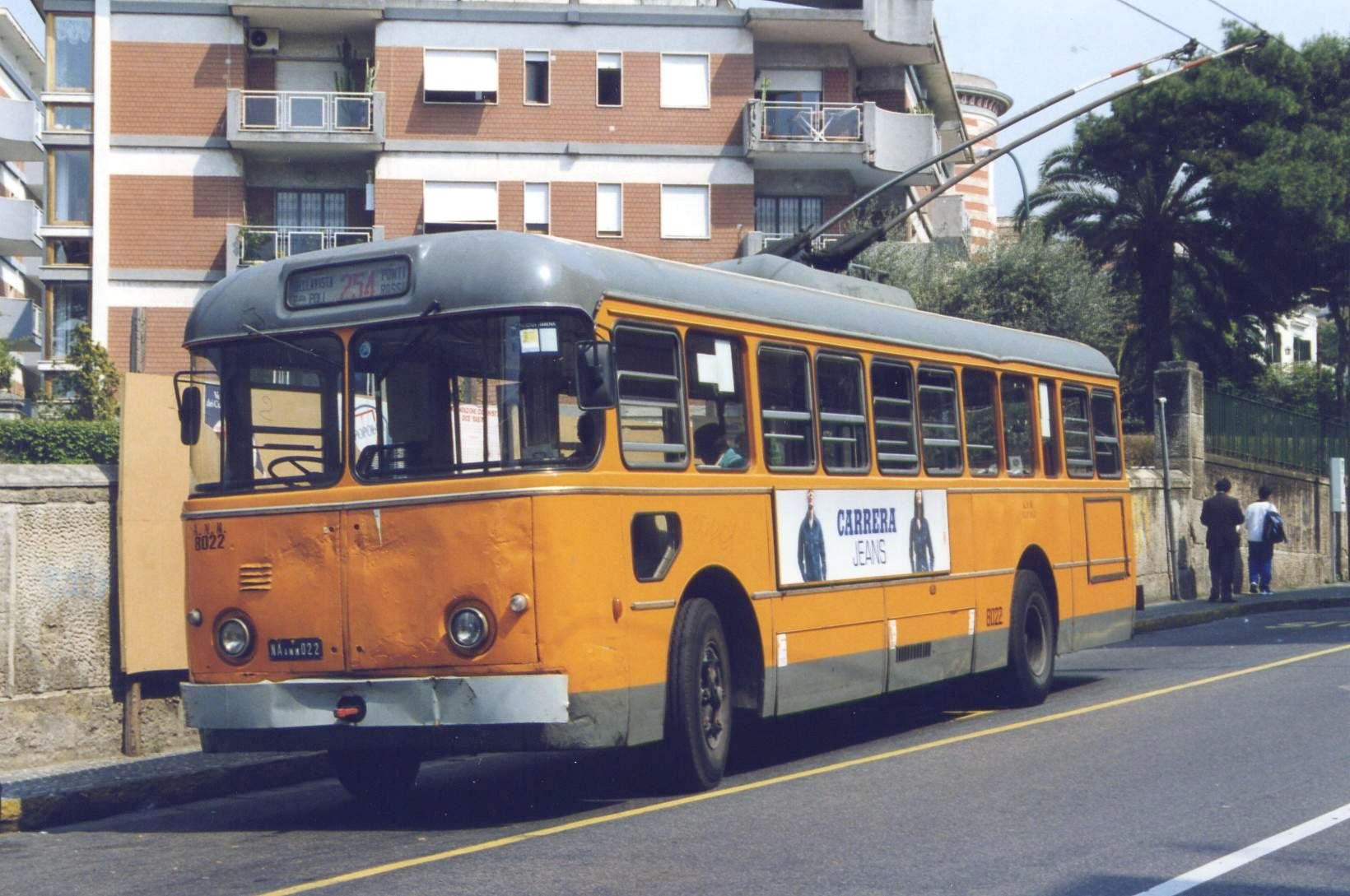
Neapel: ein Wagen der ehemaligen Trolleybuslinie 254 rot im April 1999

Die Straßenbahn Rom führte schon 1910 rote Liniennummern ein, im Laufe der Jahre existierten dabei 20 verschiedene rote Linien, deren letzte erst 1973 umnummeriert wurde. Später gab es auch beim Oberleitungsbus Rom rote Linien. Weitere italienische Verkehrsnetze mit roten Nummern waren der Oberleitungsbus Ancona, der Oberleitungsbus Cagliari, der Oberleitungsbus Catania, die Straßenbahn Florenz, der Oberleitungsbus Florenz, die Straßenbahn Mailand, die Straßenbahn Neapel, der Oberleitungsbus Neapel, das städtische Autobusnetz in Neapel, die Straßenbahn Padua, der Oberleitungsbus Salerno sowie der Oberleitungsbus Palermo.

### Japan

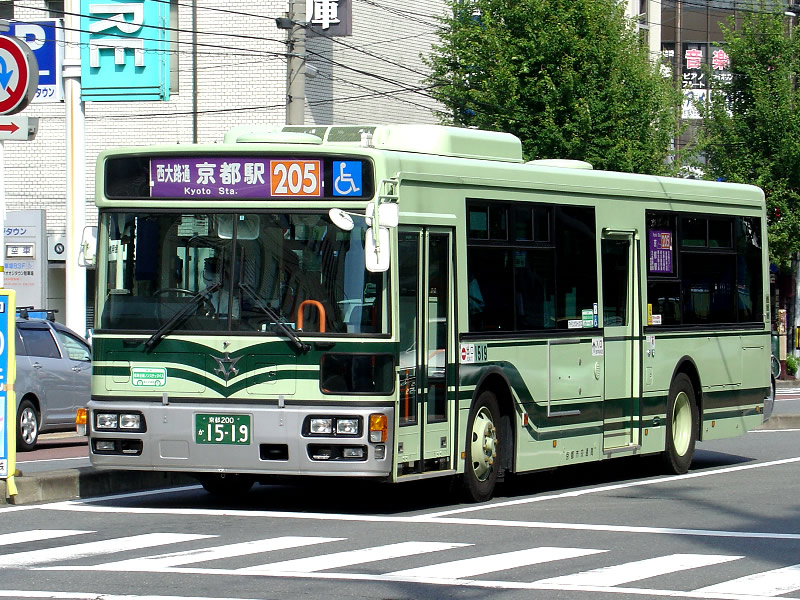
Ringlinie 205 in Kyoto

Beim Stadtbusverkehr der japanischen Großstadt Kyōto sind Ringlinien mit einer weißen Liniennummer auf rotem Grund gekennzeichnet, während gewöhnliche Durchmesserlinien einen blauen Hintergrund aufweisen.

### Polen
BreslauBei der Straßenbahn Breslau waren zeitweise temporär eingerichtete Baustellenlinien mit einer roten Liniennummer gekennzeichnet.
Łódź und PosenBei der Straßenbahn Łódź und der Straßenbahn Posen werden baustellenbedingt umgeleitete Kurse mit einer roten Liniennummer geschildert. Führt die Fahrt auch noch zu einem abweichenden Ziel, ist dieses ebenfalls in rot gehalten.
WarschauIn der Hauptstadt Warschau halten Busse mit einer schwarzen Nummer an jeder Haltestelle, während die mit roten Liniennummern versehenen Expressbusse nur die wichtigsten Haltestellen anfahren.

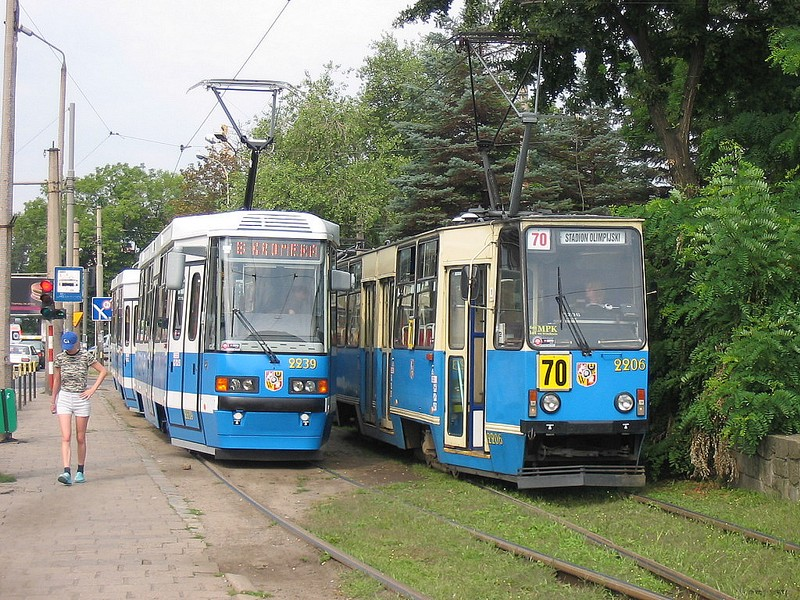
Breslau: ein Zug der Baustellenlinie 70, 2005
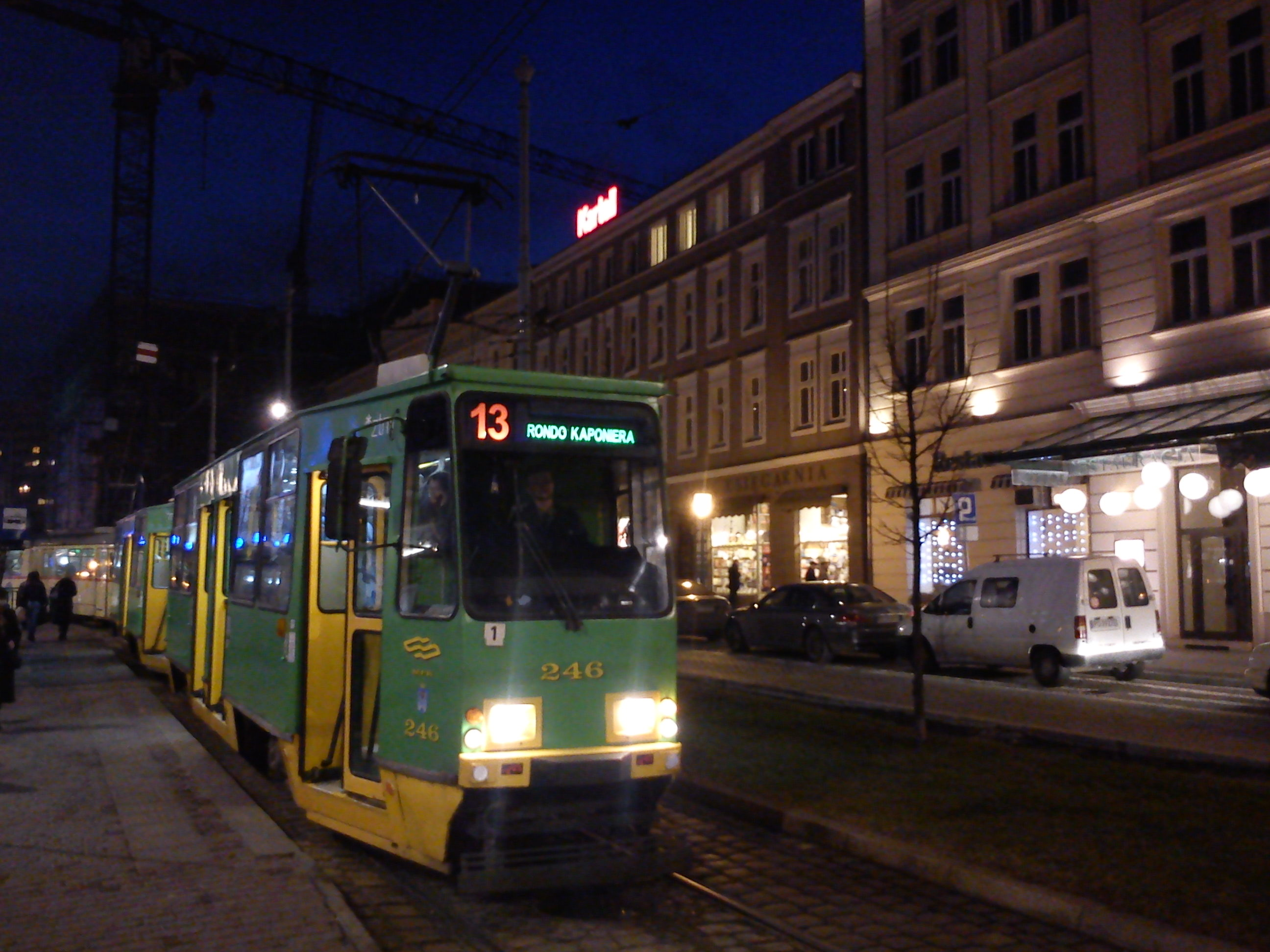
Posen: ein umgeleiteter Zug der Linie 13, 2011
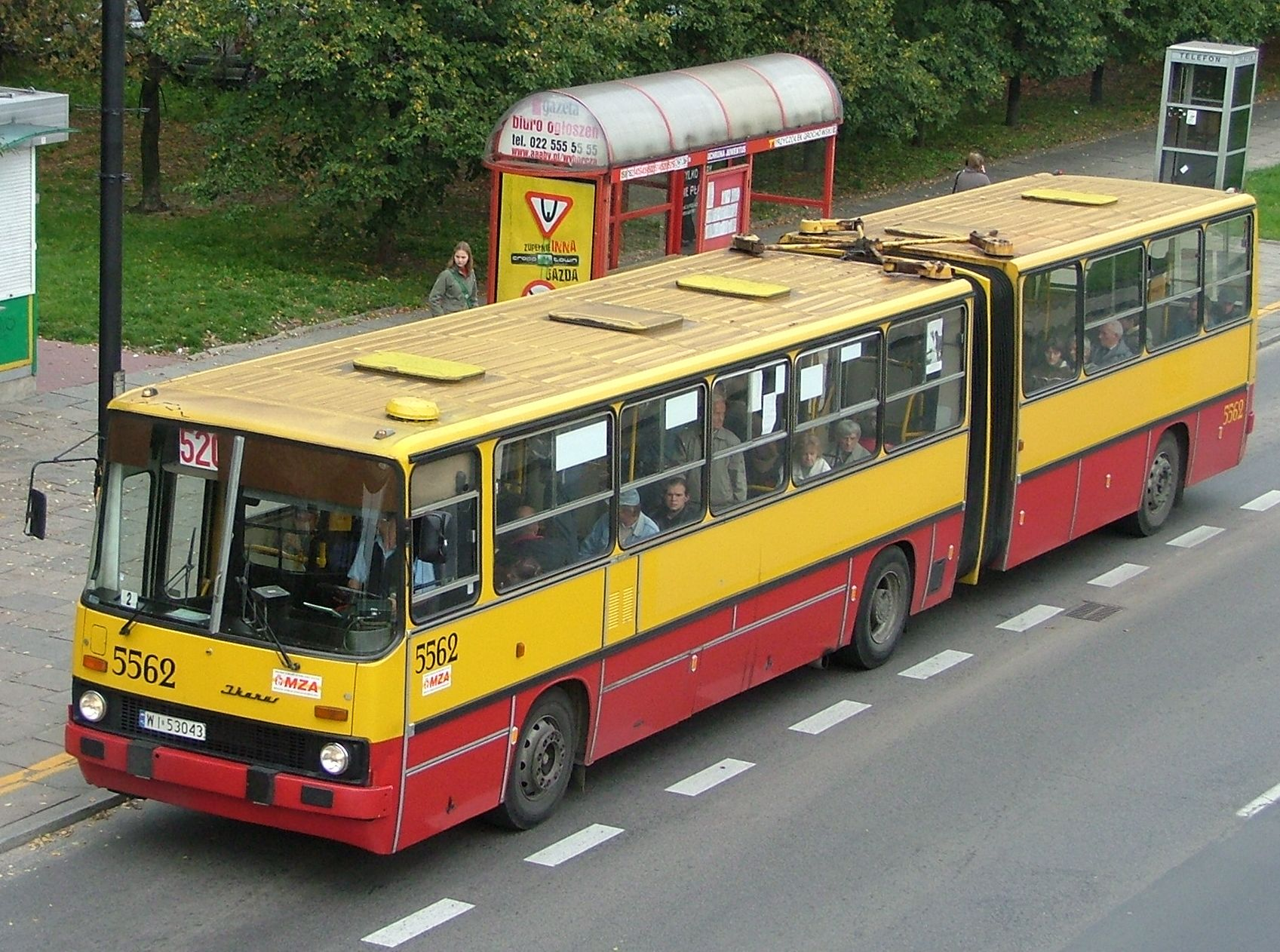
Ein Expressbus der Linie 520 in Warschau, 2007

### Rumänien

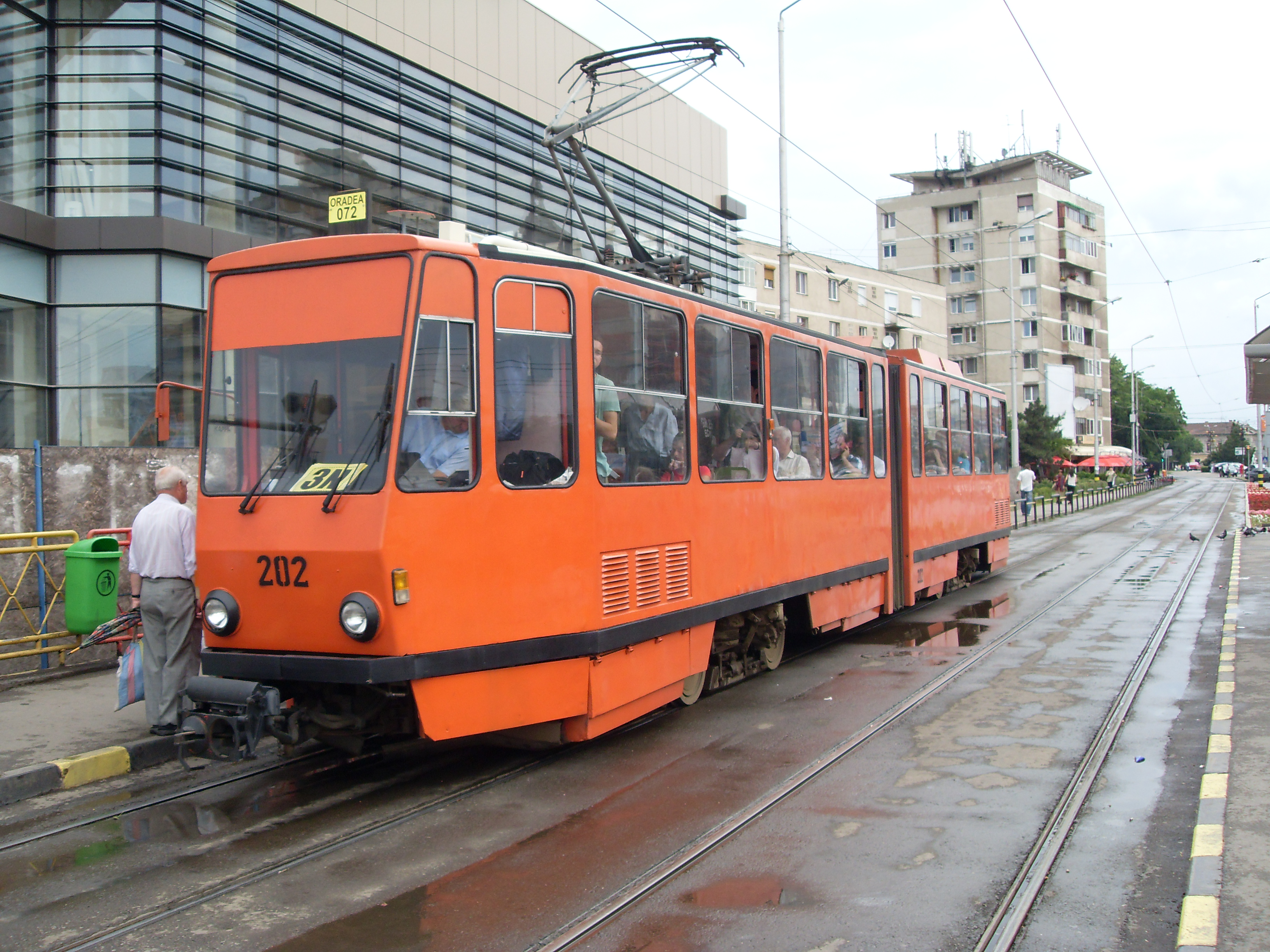
Ein Kurs der schwarzen Linie 3 in Oradea, der zusätzliche Buchstabe N für negru (= schwarz) dient als Abgrenzung zur roten Linie 3, die entsprechend mit 3R beschildert wird, wobei das R für roșu (= rot) steht

Bei der Straßenbahn Bukarest besaß die von 1966 bis 1986 existierende Linie 26 als Alleinstellungsmerkmal eine rote Liniennummer. Sie war zum einen die erste und einzige Ringlinie des Netzes und bot zum anderen als einzige Straßenbahnlinie der rumänischen Hauptstadt einen durchgehenden Nachtverkehr an. Als ab 1979 die Brücke Podul Grant erneuert werden musste, verkehrte außerdem zwei Jahre lang die Autobuslinie 105 auf drei verschiedenen Linienwegen:
- 105 Strada Alexandru Moghioroș – Piața Scînteii
- 105 Strada Valea Oltului – Gara de Nord, ab 1981 Linie 215
- 105 Piața Alexandru Moghioroș – Piața Scînteii, ab 1981 Linie 255

1978 führte schließlich auch die Straßenbahn Timișoara dieses Prinzip ein, als die Linie 2 in Linie 1 rot umbenannt wurde. Ab 1985 unterschied man dort vorübergehend außerdem die jeweiligen Fahrtrichtungen der beiden Ringlinien 6 und 7 durch die Farben Rot und Schwarz. Dabei verkehrte die jeweilige rote Linie im Uhrzeigersinn, während die jeweilige schwarze Linie gegen den Uhrzeigersinn fuhr. Kurzzeitig hieß außerdem die gestrichene Linie 15 des Oberleitungsbus Timișoara Anfang der 1990er Jahre Linie 15 rot.
In Craiova verkehrten früher die Autobuslinien 1 rot und 2 rot.
Vierter rumänischer Verkehrsbetrieb mit roten Linien ist die Straßenbahn Oradea, Oradea ist die einzige rumänische Stadt, in der diese auch 2017 noch anzutreffen sind. Dort bedienen die Linien 1N, 3N und 4N den Innenstadtring seit der großen Linienumstellung am 31. August 1986 im Uhrzeigersinn, während die Linien 1R, 3R und 4R gegen die Uhr fahren.

### Russland

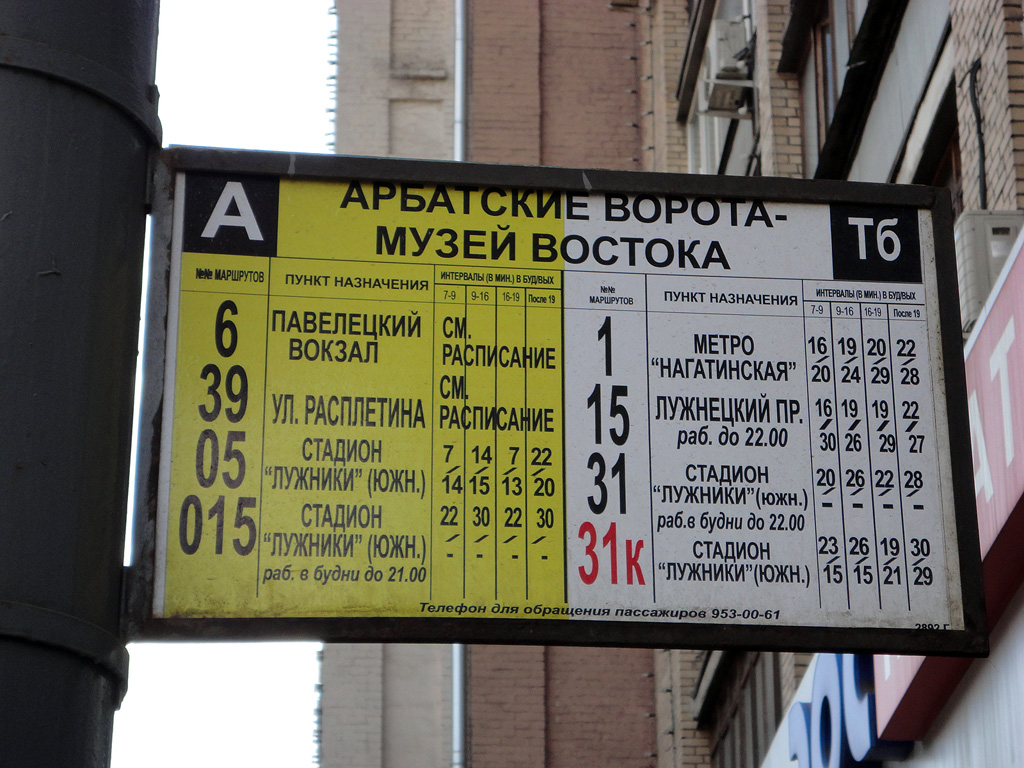
Autobus- und Trolleybus-Haltestellenschild in Moskau, 2011. Der kyrillische Zusatzbuchstabe к bei der damaligen Trolleybuslinie 31 steht für красный, russisch für rot

In Russland sind rote Liniennummern auch 2021 noch bei der Moskauer Verkehrsgesellschaft Mosgortrans anzutreffen. Sie werden dort sowohl bei der Straßenbahn als auch beim Autobus verwendet. Darüber hinaus kennen auch die Straßenbahnbetriebe in Bijsk, Lipezk, Nowokusnezk und Salawat sowie die Trolleybusbetriebe in Belgorod, Brjansk, Irkutsk, Nowotscheboksarsk, Samara und Ufa dieses Prinzip. Im Gegensatz dazu kommen einige weitere russische Provinzstädte mittlerweile ganz ohne rote Liniennummern aus.

### Schweiz

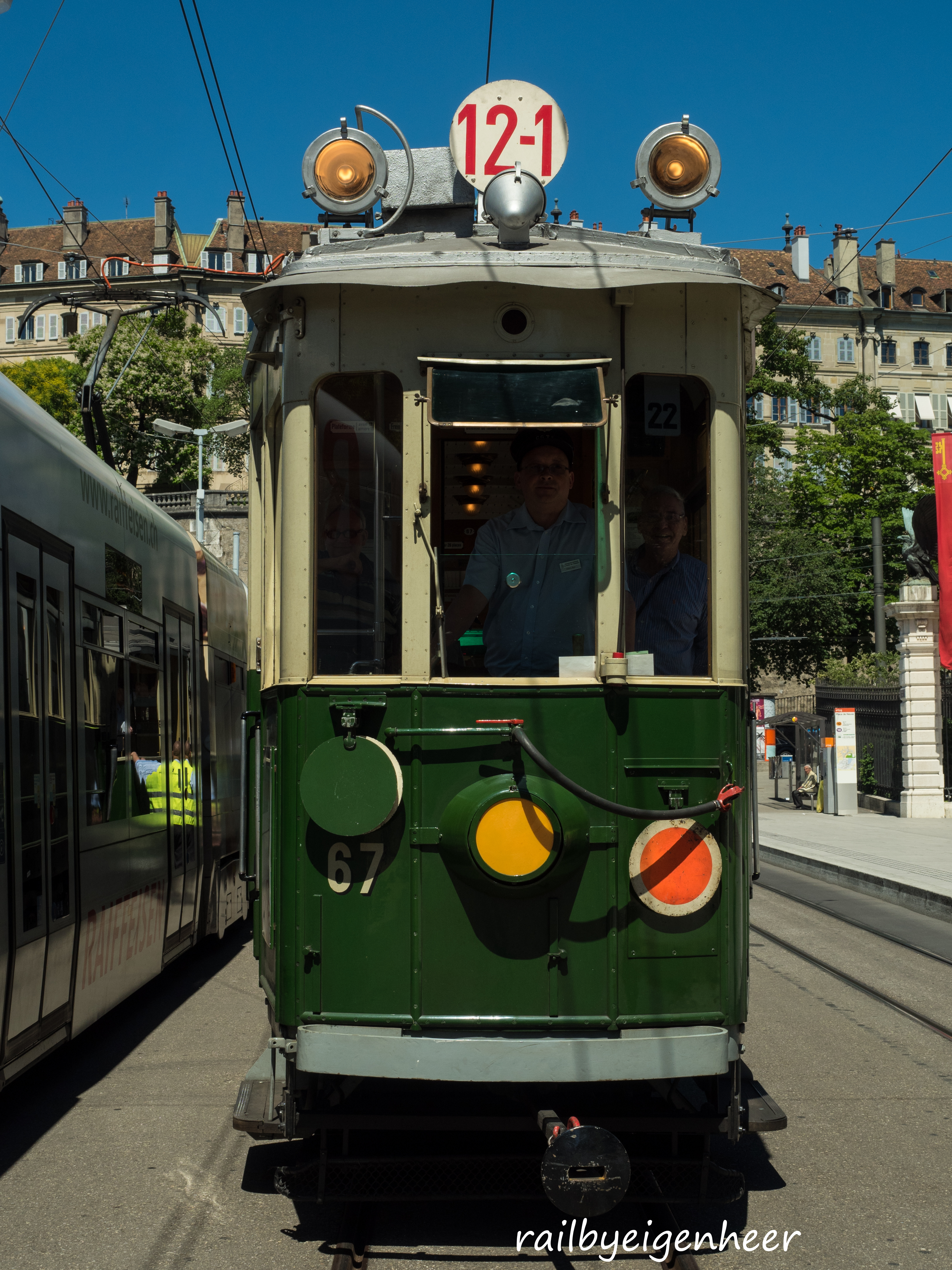
Genfer Museumswagen, beschildert als Linie 12-1 rot

In der Schweiz hatten bei der Straßenbahn Genf schon ab 1930 diejenigen Züge der Linie 12 (Annemasse Gare–Collonges-Sous-Salève) ein rotes Liniensignal, die als sonntägliche Verstärker nur zwischen Rive und Croix-de-Rozon pendelten. In den 1970er Jahren, als die Linie 12 – als letzte verbliebene Genfer Tramlinie überhaupt – nur noch zwischen Carouge und Moillesulaz fuhr, galt die rote Liniennummer für die Kurse zur Zwischenendstelle am Bahnhof Chêne-Bourg. Dazwischen existierten aber auch noch andere rote Liniensignale, zum Teil auch mit gestrichenen Liniensignalen kombiniert. Auch der Trolleybus Genf verwendete früher rote Liniennummern für Kurzläufer.
Die Städtischen Verkehrsbetriebe Bern nutzten rote Liniennummern zur heckseitigen Kennzeichnung der sogenannten Eilkurse auf Autobus- und Trolleybuslinien. Über der roten Liniennummer war dabei zusätzlich ein rotes Dreieck angeordnet.
In Basel verfügten die Verstärkerkurse der Autobuslinie 35, die nur zwischen Habermatten und Riehen Post pendelten, über eine rote Liniennummer mit roter Zielbeschilderung.
Bei der einzigen Linie der Straßenbahn Neuenburg wurde früher bei Sonderfahrten und Zusatzkursen statt „5 NEUCHATEL“ beziehungsweise „5 BOUDRY“ in weißer Schrift auf blauem Hintergrund – gemäß der Kennfarbe dieser Linie – alternativ „5 COURSE SPECIALE“ in weißer Schrift auf rotem Hintergrund angezeigt. Dem gegenüber signalisierten viele Schweizer Betriebe Extrafahrten und Leerfahrten auf den Rollbandanzeigen mit roter Schrift auf weißem Grund – meist ohne Liniennummer oder mit der Linienkennzeichnung E.

### Ukraine
Bei der Straßenbahn Kiew verkehrt seit 2015 die neue Verstärkerlinie 5к zusätzlich zur regulären Linie 5. In früheren Jahren existierten außerdem noch die Linien 1к, 11к und 21к. Drei weitere rote Linien sind – Stand 2016 – im Oberleitungsbusnetz der ukrainischen Hauptstadt anzutreffen.

### Ungarn

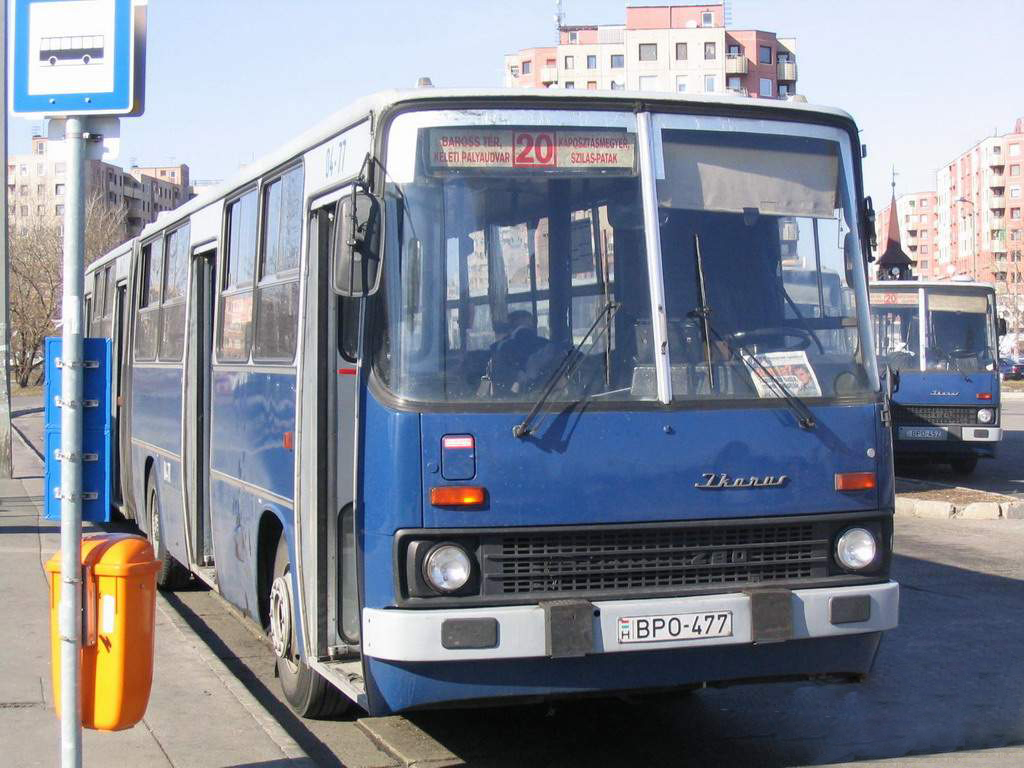
Zwei Wagen der ehemaligen Budapester Expressbuslinie 20, mittlerweile in 20E umbenannt

In der ungarischen Hauptstadt Budapest stand eine rote Liniennummer, die zusätzlich auch noch rot eingerahmt war, früher für Expressbuslinien. Mit dem Aufkommen der ersten Matrixanzeigen wurden hierfür eigens rot zeigende Pixel für den Rahmen bestellt. Es existierten dabei zwei Linienvarianten:
- Expresslinien parallel zu „normalen“ Linien: Diese verkehrten größtenteils parallel zu ihrer schwarzen Linie, bedienten aber weniger Haltestellen. Sie dienen für eher längere Strecken, darunter beispielsweise die Linie 7, die nur etwa halb so viele Haltestellen bediente wie die reguläre Linie 7.

- Anschlusslinien für Außenbezirke: Diese Linien dienten dazu, weit außen liegende Viertel an die Stadt beziehungsweise die U-Bahn anzubinden. Sie verkehren in den Innenbereichen als Expresslinie, in ihrem Zielviertel hingegen als Quartierbus. Diese Linien hatten meist keine „schwarze“ Entsprechung, ein Großteil der dreistelligen Liniennummern gehörte zu dieser Gruppe.

Seit der Liniennummernreform des Jahres 2008 sind diese beschleunigten Linien mit dem Zusatzbuchstaben E für expressz hinter der Liniennummer gekennzeichnet.

### Vereinigte Staaten
Die Chicago Transit Authority (CTA) kennzeichnete früher ihre Expressbuslinien mit einer weißen Nummer auf rotem Hintergrund, während die gleiche Liniennummer vor schwarzem Hintergrund einen überall haltenden Wagen kennzeichnete. Auf den Haltestellenschildern werden die Expresslinien bis heute in roter Schrift auf weißem Grund dargestellt, jedoch wird die gleiche Liniennummer nicht mehr an eine reguläre und an eine Expressbuslinie vergeben.
Auch die San Francisco Municipal Railway (MUNI), kennzeichnete ihre Expresslinien früher durch Anzeigen mit rotem Hintergrund sowie dem Suffix „X“. Teilweise gab es mehrere Expresslinien derselben Grundlinie. In diesem Fall wurde eine Linie in roter Schrift auf weißem Grund gekennzeichnet und die Suffixe zu „AX“ und „BX“ ergänzt. Für den C-Express wäre zudem gelbe Schrift auf rotem Grund vorgesehen gewesen, eine solche Linie gab es aber regulär nicht. Weiterhin wurden Eillinien, sogenannte „Limited Services“, durch einen grünen Hintergrund von den regulären Linien auf schwarzem Grund abgehoben. Auch hier ist die rote Kennzeichnung bis heute an den Haltestellen zu finden.

### Belarus
Im belarussischen Mahiljou existierten im örtlichen Trolleybusnetz noch 2016 die beiden Verstärkerlinien 3 rot und 5 rot, 2017 waren diese bereits eingestellt.

## Kombination mit gestrichenen Linienbezeichnungen
Manche Städte verwenden statt der roten Liniennummern alternativ gestrichene Linienbezeichnungen, mitunter werden auch beide Systeme miteinander kombiniert.

## Rotes Zielschild

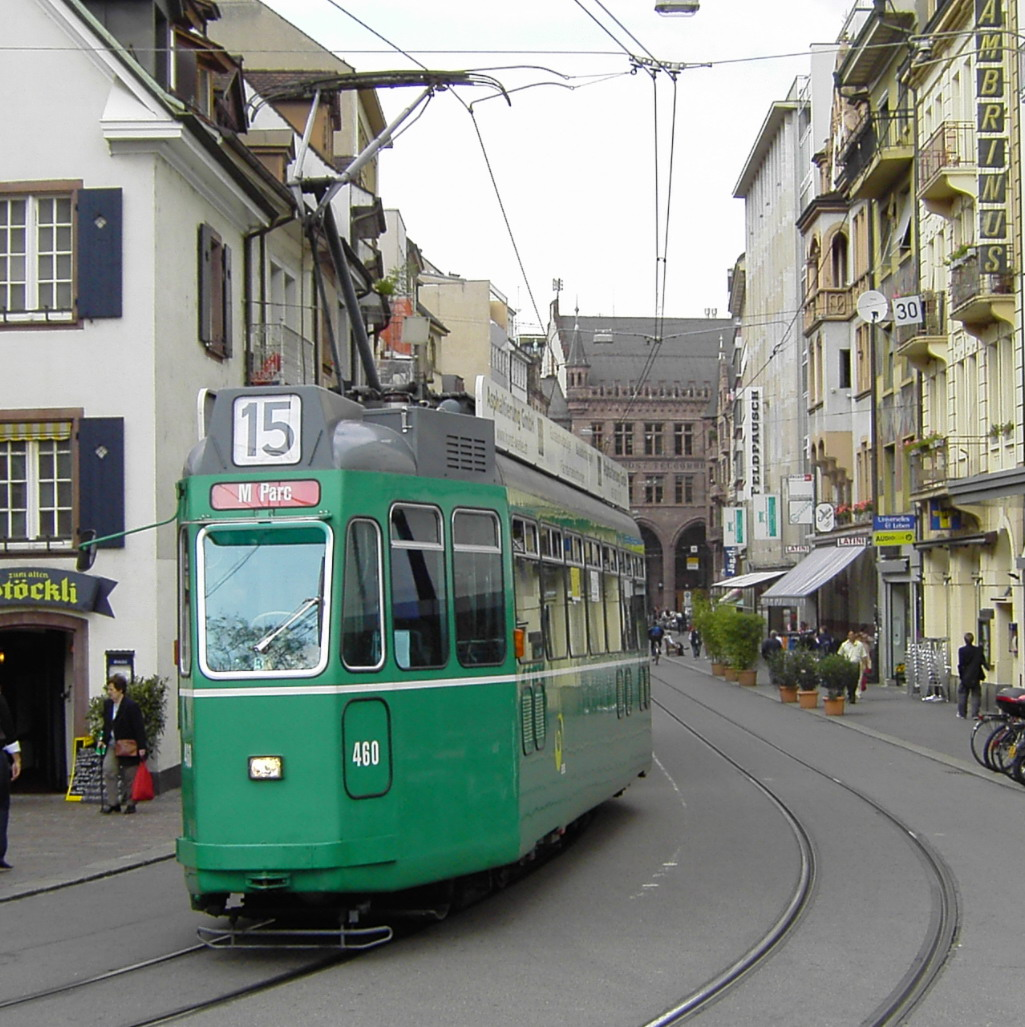
Basel: Der rote – statt weiße – Hintergrund der Rollbandzielanzeige weist auf das abweichende Fahrtziel hin. In diesem Fall handelt es sich um eine Einrückfahrt zum Depot Dreispitz, das abseits der Linie 15 liegt.

Eine Alternative zur roten Liniennummer ist es, bei Abweichungen vom regulären Linienweg nur das Fahrtziel rot zu hinterlegen beziehungsweise in roter Schrift auszuweisen. Dies wird oder wurde beispielsweise bei der Straßenbahn Augsburg, bei der Straßenbahn Basel, bei der Straßenbahn Budapest, bei der Straßenbahn Halle (Saale), bei der Straßenbahn Kopenhagen, bei der Straßenbahn Mülheim und bei der Lokalbahn Wien–Baden praktiziert. Bei der Straßenbahn Kassel wiederum war bei kurzgeführten Kursen früher nur das mittlere Drittel der Zielanzeige rot hinterlegt.

## E-Wagen
Auch nicht-liniengebundene E-Wagen werden häufig rot-weiß beziehungsweise weiß-rot gekennzeichnet, wobei der Buchstabe E allerdings die Liniennummer ersetzt.

## Abgrenzung
Manche Verkehrsunternehmen verwenden aus optischen Gründen konsequent rote Liniennummern, um diese besser von der Zielanzeige in schwarzer Schrift abzuheben. Diese Variante hat somit keine inhaltliche Bedeutung im Sinne des Artikelgegenstands. Beispiele aus Deutschland hierfür waren in früheren Jahren der Stadtbusverkehr Lindau, der Stadtbusverkehr Lübeck sowie der Stadtbusverkehr Osnabrück.
Bei der Straßenbahn Den Haag fungierten ab der Zwischenkriegszeit einige Jahrzehnte lang beleuchtbare weiße Liniennummern auf rotem Grund als Ersatz für die fehlende Rückleuchte am Beiwagen, so etwa bei den 1929 gebauten Vierachsern der Serie 751–780.
Bei der Straßenbahn Hannover war die frühere Überlandstraßenbahnlinie 11 nach Hildesheim allgemein unter der Bezeichnung Rote 11 bekannt. Ursächlich hierfür war jedoch nicht ihre Liniennummer, sondern die abweichend rot-weiß lackierten Fahrzeuge, die ausschließlich auf dieser Verbindung eingesetzt wurden.

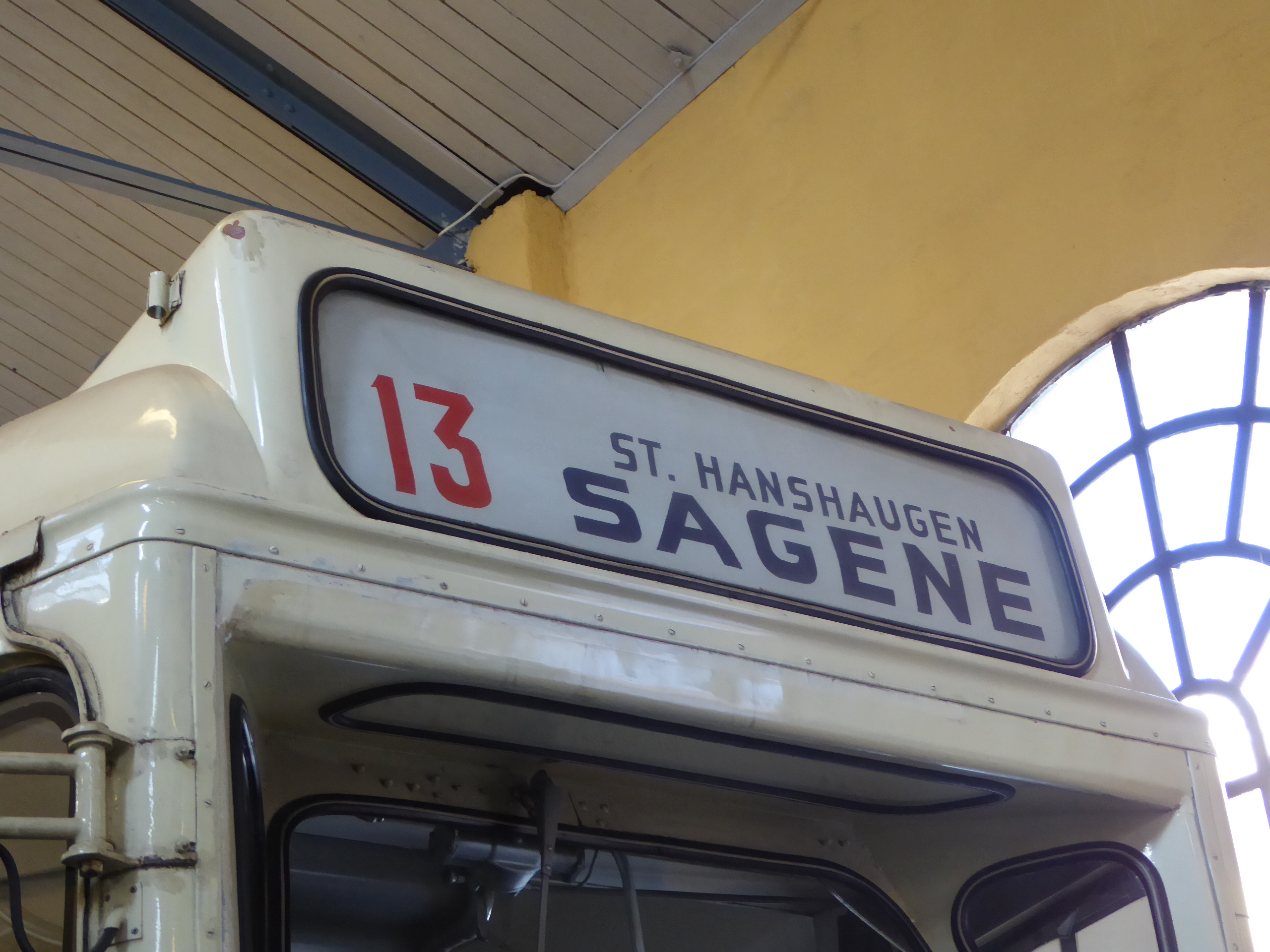
Rote Liniennummer ohne spezifische Bedeutung bei einem historischen Wagen der Straßenbahn Oslo
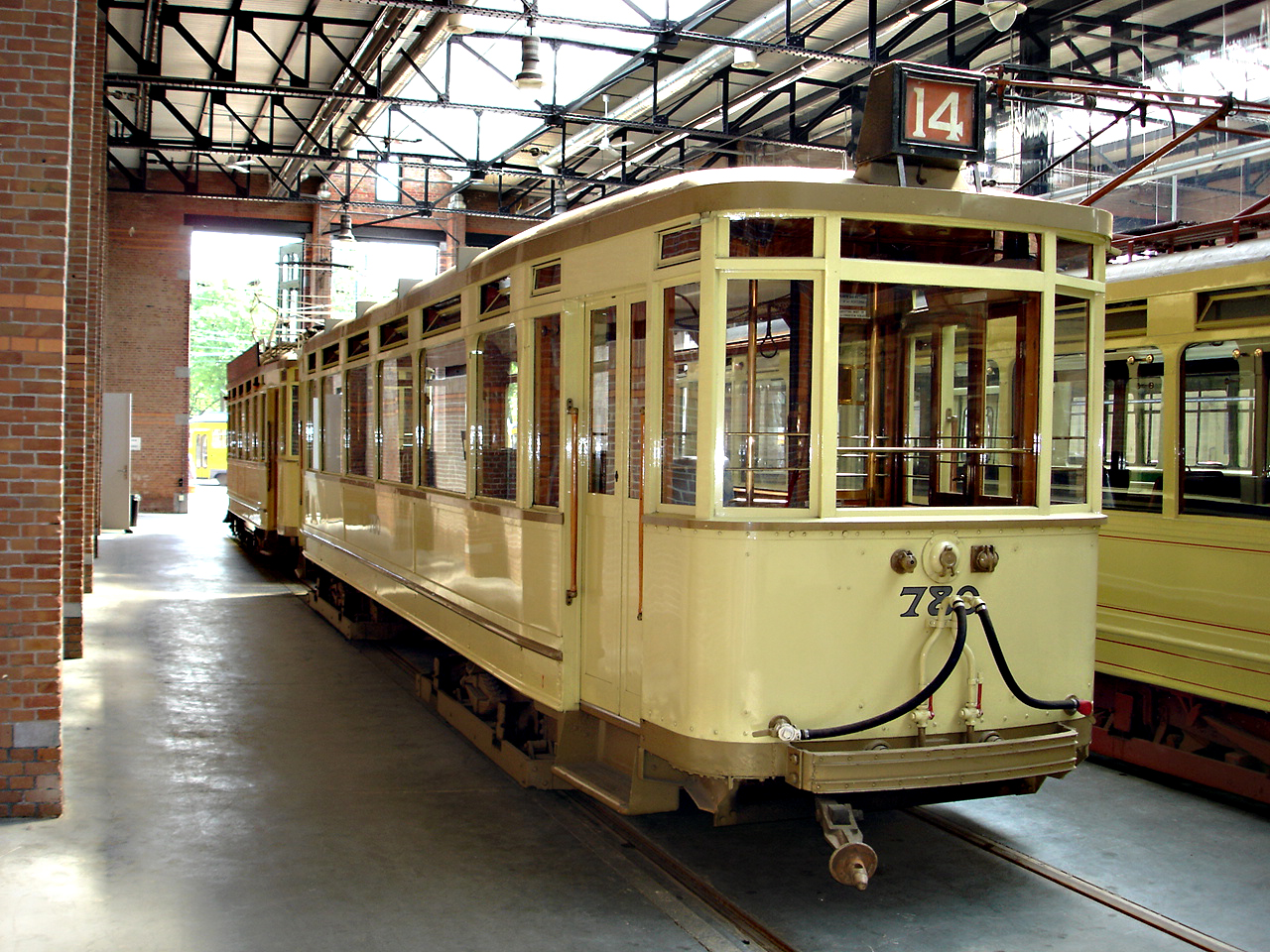
Den Haag: rote Liniennummer statt Rückleuchte
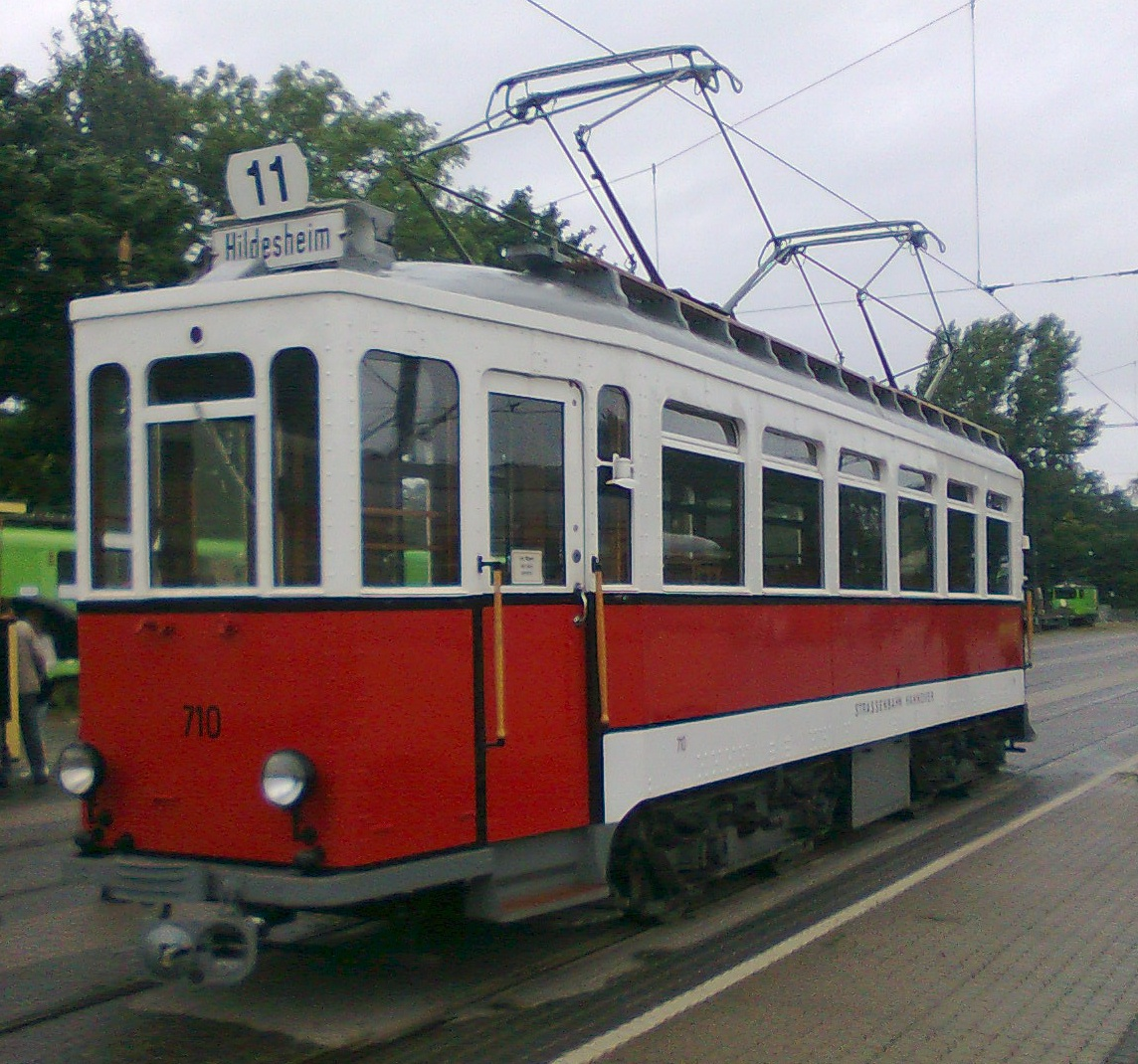
Hannover: die Rote 11 nach Hildesheim